# Paris (2008)
Paris is een Franse film uit 2008, geschreven en geregisseerd door Cédric Klapisch. De hoofdrolspelers zijn Romain Duris en Juliette Binoche. De film ging in première tijdens het Festival International du Film de Comédie de L'Alpe d'Huez op 19 januari 2008.
Paris werd genomineerd voor de César Awards voor beste film, beste montage en beste bijrolspeelster (Karin Viard).

## Verhaal
Professioneel danser Pierre (Romain Duris) is dertiger, lijdt aan een hartkwaal en wacht op een transplantatie die zijn leven mogelijk kan verlengen. Vanaf zijn appartement kijkt hij neer op de straten van Parijs, waar voorbijgangers ieder hun eigen leven leiden. De film volgt het leven van deze Parijzenaars: groente- en fruitverkopers, de vrouw van de bakkerij, een sociaal werker, een danser, een architect, een dakloze, een professor, een model en een illegale immigrant uit Kameroen. Elk van hen heeft zijn eigen mooie en pijnlijke momenten. Uiteindelijk kruist het pad van de personages zich bewust en onbewust en zijn er zelfs romantische ontmoetingen.
Élise (Juliette Binoche), de zus van Pierre, is de spil tussen Pierres eenzaamheid en de levendige stad. Melancholie speelt een grote rol in het leven van Pierre en dat wordt benadrukt door de wat sombere en grijze beelden in de film. De film schetst een beeld van Parijs, haar trekpleisters en architectuur. De Duitse titel is dan ook So ist Paris.

## Rolverdeling
- Juliette Binoche - Élise
- Romain Duris - Pierre
- Fabrice Luchini - Roland Verneuil
- Albert Dupontel - Jean
- François Cluzet - Philippe Verneuil
- Karin Viard - La boulangère
- Gilles Lellouche - Franky
- Mélanie Laurent - Laetitia
- Zinedine Soualem - Mourad
- Julie Ferrier - Caroline
- Olivia Bonamy - Diane
- Annelise Hesme - Victoire
- Audrey Marnay - Marjolaine